# Seo Jeong-ju
Seo Jeong-ju, né le 18 mai 1915 et mort le  24 décembre 2000, est un poète et professeur d'université sud-coréen. Il a écrit sous le nom de plume de Midang. Il est souvent considéré comme le poète coréen le plus talentueux du XXe siècle. Il fut cité à plusieurs reprises pour le prix Nobel de littérature.

## Biographie
Seo Jeong-ju est né le 18 mai 1915 à Gochang, dans la province de Jeollabuk-do. Il intègre l'école primaire au village de Seodang jusqu'en 1924. Durant son enfance, il est sensibilisé aux nombreuses histoires folkloriques de la Corée par sa grand-mère. Ces récits, son éducation à l'école primaire ainsi que son enfance ont grandement influencé son style d'écriture. Il suit ses études secondaires au lycée bouddhiste Jung-Ang, mais finit par être renvoyé de l'établissement pour avoir participé à une manifestation. En 1936, son poème Le mur (Byeok) est publié dans le journal Dong-a Ilbo. Il devient alors un activiste pro-japonais, et écrit de nombreux poèmes élogieux sur l'impérialisme japonais pendant l'occupation de la Corée.
Après la Libération, il travaille en tant que professeur de littérature pour diverses universités, dont l'université de Dongguk, de 1959 à 1979. À la suite du décès de sa femme en octobre 2000, il sombre dans l'alcool et décède le 24 décembre 2000.
En 2001, le Prix Midang est créé en son honneur.

## Œuvre
Les premiers travaux de Seo Jeong-ju furent qualifiés de « modernes » et parfois de « surréalistes », influencé par la littérature étrangère. Son premier recueil de poèmes Serpent fleur (Hwasajip) fut publiée en 1941. Le livre explore les cultures folkloriques et les sentiments de culpabilité de l'homme notamment à travers l'histoire. Son poème Jahwasang (Autoportrait) décrit un jeune poète dont le désir d'apprendre fut interrompu par l'impérialisme japonais en 1910. Pourtant, Seo écrit plusieurs poèmes pro-japonais pour le journal Mae-il Sinbo de 1942 à 1944 sous le nom d'emprunt japonais "Datsushiro Shizuo" (達城靜雄).
Son influence sur la littérature coréenne prend forme avec la publication d'une anthologie à son nom Premières paroles 1941-1960. Sa poésie se tournera dès lors davantage vers le sentiment national, l'Orient, se posant des questions sur le monde et cherchant la rédemption à travers le bouddhisme. Ses œuvres ont été traduites dans de nombreuses langues comme l'anglais, le français, l'espagnol, l'allemand. Selon le traducteur anglais Frère Anthony, Seo peut être considéré comme le père de la poésie moderne coréenne.
L'influence de la poésie de Baudelaire sur les travaux de Seo est incontestable. Primitif, parfois même démoniaque dans le ton, son premier recueil de poèmes, Hwasajip, met en lumière la conscience de l'homme par rapport au péché originel et sa force de vie primitive face à ses désirs. Après la Libération (1945), il s'oriente davantage vers une quête de la vie éternelle, vers une réconciliation avec la nature, en s'inspirant à la fois de la philosophie occidentale et du bouddhisme.
Seo a écrit 15 recueils de poésies, regroupant plus de 1000 poèmes.